# Basha Bakri
Basha Bakri (arabisch سليم النصري, DMG Basha Bakri; geb. 1927 in Daiong, Jonglei) ist ein ehemaliger sudanesischer Sportschütze.
Er trat bei den Olympischen Sommerspielen 1960 in Rom an. Im Dreistellungskampf mit dem Freien Gewehr über 300 Meter kam er auf Platz 39.